# Calw
Calw város Németországban, azon belül Baden-Württembergben. Lakosainak száma 24 448 fő (2023. december 31.). Calw Bad Teinach-Zavelstein, Gechingen, Althengstett, Bad Liebenzell, Oberreichenbach, Wildberg és Neubulach községekkel határos.

## Városrészek
- Altburg
- Alzenberg
- Calw
- Ernstmühl
- Heumaden
- Hirsau
- Holzbronn
- Oberriedt
- Speßhardt
- Spindlershof
- Stammheim
- Weltenschwann
- Wimberg

## Népesség
A település népessége az elmúlt években az alábbi módon változott:
| Lakosok száma | 21 561 | 22 600 | 23 491 | 23 590 | 23 742 | 24 219 | 24 448 |
|               | 1975   | 2014   | 2017   | 2019   | 2021   | 2022   | 2023   |

## Híres emberek
- Itt született August Friedrich Gfrörer német történetíró (1803–1861)
- Itt született Hermann Hesse német-svájci író, költő, festő (1877–1962)